# شهرستان وودینگ
شهرستان وودینگ (به لاتین: Wuding County) یک شهرستان‌های جمهوری خلق چین در چین است که در ولایت خودمختار چوشیونگ یی واقع شده‌است. شهرستان وودینگ ۳٬۳۲۲ کیلومتر مربع مساحت و ۲۶۰٬۰۰۰ نفر جمعیت دارد.